# مسعى التنين 7
مسعى التنين 7: محاربو عدن (ドラゴンクエストVII エデンの戦士たち دروغون كويستو سيبون إدين نو سينشي-تاتشي) كما تعرف في اليابان أو مسعى التنين 7: شذرات من الماضي المنسي (بالإنجليزية: Dragon Quest VII: Fragments of the Forgotten Past)‏ في أوروبا أو محارب التنين 7 (بالإنجليزية: Dragon Warrior VII)‏ في أمريكا الشمالية، هي لعبة فيديو تقمص الأدوار طورها هارتبيت و‌آرتيبياتسا ونشرتها إنكس لمنصة بلاي ستيشن في 2000. أُعيد إنتاج اللعبة لمنصة نينتندو 3دي إس في 7 فبراير 2013 في اليابان. نسخة لمنصتي أندرويد و‌آي أو إس أُصدرت في اليابان في 17 سبتمبر 2015.

## وصلات خارجية
- الموقع الرسمي لمسعى التنين 7 لدي إس
 (باليابانية)